# Stoppschild
Das Stoppschild (Deutschland, dort früher Haltschild), die Stopptafel (Österreich) beziehungsweise das Stoppsignal (Liechtenstein, Schweiz) ist ein Verkehrszeichen, das die Vorfahrtsregelung an Straßenkreuzungen und -einmündungen vorgibt und dem Verkehrsteilnehmer vorschreibt, anzuhalten und Vorfahrt zu gewähren. Das achteckige Schild ist eines der am meisten international verbreiteten und anerkannten Verkehrszeichen. Die charakteristische Form kann vom Verkehrsteilnehmer ohne Kenntnis der jeweiligen Landessprache erfasst werden und ist auch dann noch erkennbar, wenn die Schildoberfläche verschmutzt, beschädigt oder mit Schnee bedeckt ist.

## Geschichte

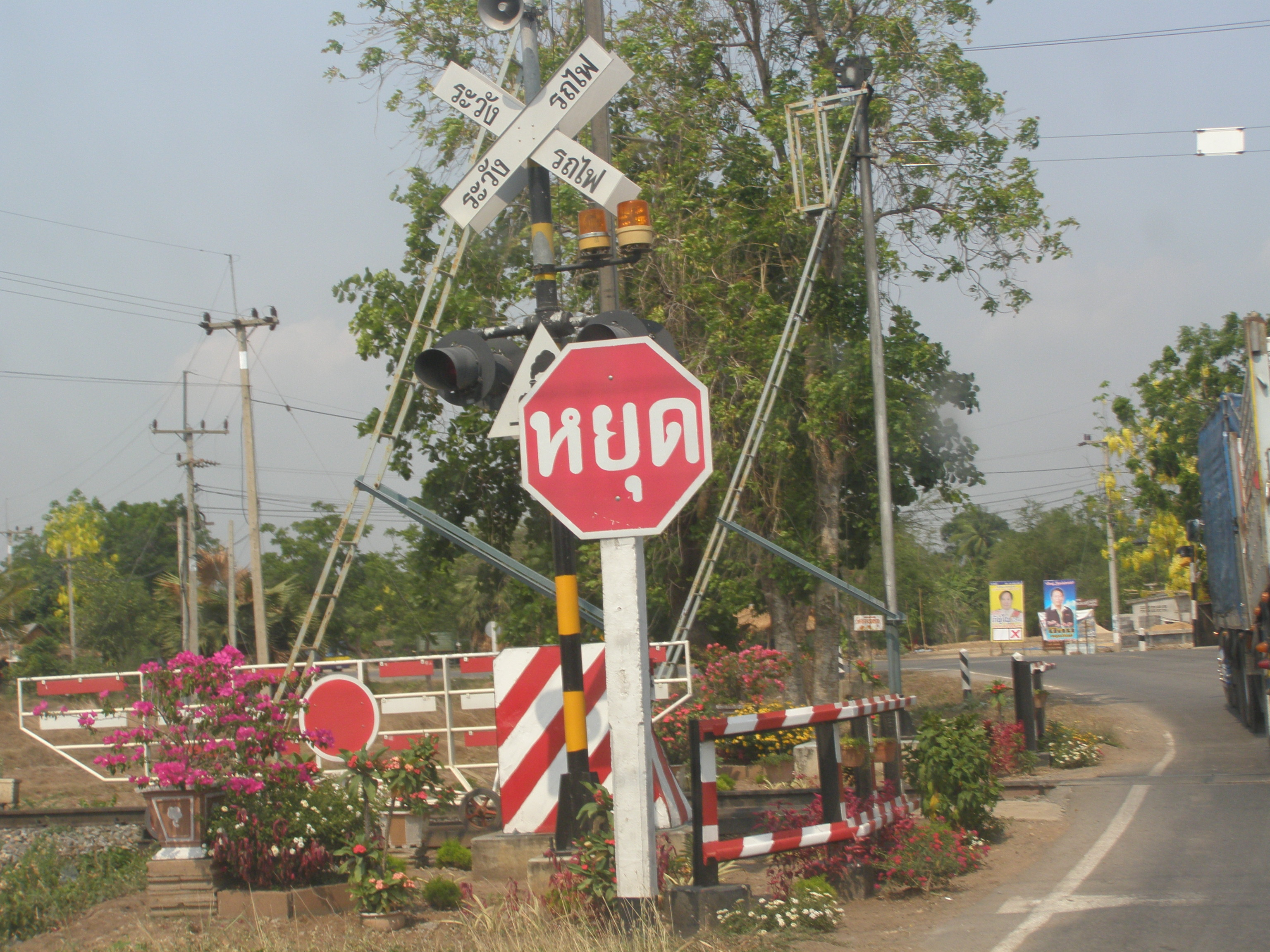
Stoppschild vor einem Bahnübergang in Thailand

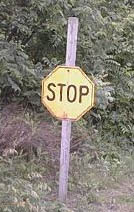
Gelbes Stoppschild in den Vereinigten Staaten

Das Aussehen und die Beschriftung war nicht von Anfang an einheitlich gestaltet. So wurden seit seiner erstmaligen Verwendung im Jahr 1915 in Detroit (USA) zunächst verschiedene Formen und Farben erprobt, wie etwa weiße Schilder mit schwarzer Schrift. Von 1924 bis 1954 wurden in den Vereinigten Staaten gelbe Stoppschilder mit schwarzer Schrift verwendet. Die Beschriftung war ebenfalls unterschiedlich ausgeprägt und zum Teil ist sie es heute noch. Es hat sich zwar international die englische Bezeichnung STOP durchgesetzt, in südamerikanischen Ländern sind jedoch auch Beschriftungen mit PARE oder ALTO anzutreffen, im französischsprachigen Québec (Kanada) beinhaltet das Schild den Schriftzug ARRÊT. In der Türkei beinhalten die Stoppschilder den Schriftzug DUR. Zudem verwenden einige Länder die eigenen Schriftzeichen, manchmal auch eine zweisprachige Beschriftung oder ein Handzeichen (siehe Vergleich).
In Deutschland wurde das Halt-Zeichen am 1. November 1938 eingeführt.  Zuvor war für diese Verkehrsregel kein eigenes Schild vorgesehen. Es bestand aus dem weiterentwickelten Bild 30 (Vorfahrt achten) der Straßenverkehrs-Ordnung 1937, einem auf der Spitze stehenden Dreieck mit rotem Rand, das nun zusätzlich eine ultramarinblaue Innenfläche mit dem weißen Schriftzug HALT erhielt. Im Zuge internationaler Vereinheitlichung durch das Wiener Übereinkommen über Straßenverkehrszeichen wurden verschiedene Stoppschildvarianten vorgeschlagen. Am 8. November 1968 einigten sich zahlreiche Länder, darunter auch die Bundesrepublik Deutschland, Österreich und die Schweiz, auf die Zeichen B2a und B2b als mögliche Darstellungsformen eines Stoppschildes. Viele Länder, Österreich und die Schweiz zählten ebenfalls dazu, wählten das Zeichen B2a aus. In Deutschland wurde zunächst noch das alte Zeichen verwendet. Mit der Einführung einer neuen Straßenverkehrs-Ordnung am 1. März 1971 wurde dann das Zeichen B2a für verbindlich erklärt. Am 1. Mai 1971 schloss sich auch die Deutsche Demokratische Republik mit dem Zusatzabkommen zur Konvention über Verkehrszeichen dieser Regelung an.

Historische deutsche Halt- und Stoppschilder
„Halt für alle Fahrzeuge!“ Regional eingesetzter Vorgänger des Haltschildes aus den späten 1920er Jahren. Zeichen dieser Art sollten laut StVO von 1937 bis 1939 entfernt werden.
Das Halt-Zeichen in Deutschland entstand aus dem Vorfahrt-achten-Schild, das 1934 eingeführt wurde.
Deutsche Haltschild-Version, hergestellt von 1938 bis 1953 (BRD) und 1956 (DDR)
Im Protektorat Böhmen und Mähren 1939 eingeführte Variante
Westdeutsche Haltschild-Version, hergestellt von 1953 bis 1956
Westdeutsche Haltschild-Version, hergestellt von 1956 bis 1970/1971
Ostdeutsche Stoppschild-Version, hergestellt von 1956 bis 1978/1979

Stoppschilder der Wiener Konferenz 1968
Zeichen B2a der Wiener Konferenz 1968
Zeichen B2b der Wiener Konferenz 1968

## Gesetzliche Regelungen

Sonderfall mit „zwei Linien“:
1. Ampel außer Betrieb
2. Haltlinie
3. Sichtlinie

Wie sich Verkehrsteilnehmer bei einem Stoppschild zu verhalten haben, ist in den Straßenverkehrsgesetzen und -verordnungen des jeweiligen Landes geregelt. In der Regel gilt, dass jedes Fahrzeug – auch die in einer Fahrzeugkolonne – an der Haltlinie anhalten muss. Sollte keine Haltlinie vorhanden sein, muss an einer Stelle angehalten werden, von der die anderen Straßen zu überblicken sind (sogenannte Sichtlinie). Nach dem Anhalten ist Vorfahrt zu gewähren.
Wie bei allen Vorfahrtszeichen gilt auch hier, dass Zeichen einer sich in Betrieb befindlichen Ampelanlage oder eines Verkehrspolizisten Vorrang vor dem Schild haben. Ferner wird bei Missachtung des Schildes ein entsprechendes Verwarnungs- oder Bußgeld erhoben (in Deutschland „unbedingtes Haltgebot nicht befolgt“, 10 € ohne Gefährdung und Schädigung).
Ein Sonderfall ergibt sich, wenn sich die Haltlinie an einer ampelgeregelten Straßenkreuzung vor der sogenannten Sichtlinie befindet (Anordnung siehe nebenstehende Skizze) und die Ampelanlage außer Betrieb ist. Die deutsche Straßenverkehrs-Ordnung lässt offen, ob in jedem Fall sowohl an der Haltlinie als auch an der Sichtlinie angehalten werden muss. Dieser Sonderfall wird im deutschen Verkehrsrecht nicht abschließend geklärt. Da keine vollkommene Rechtssicherheit besteht, ob nun zweimal angehalten werden muss oder ob ein einmaliges Halten genügt, wird von Seiten der Rechtsexperten geraten, an beiden Linien anzuhalten.

„Das Stop Schild steht an besonders gefährlichen Einmündungen oder Kreuzungen, an denen ein Erkennen und Einschätzen des vorfahrtberechtigten Verkehrs auf Grund der gefahrenen Geschwindigkeit und/oder unübersichtlichen Straßensituation ein Anhalten fordert, um die Zeit zu finden, die Situation ausreichend einzusehen um z.B. auch Distanz und Annäherungsgeschwindigkeit abschätzen zu können.
Es besteht die Anordnung: a) zu halten und primär b) ggf. die Vorfahrt zu gewähren
Ist nun die Haltlinie relativ weit vor der „Sichtlinie“, die bei einem tiefer gelegten Sportwagen sicher anders ist als vom hohen Sitz eines LKW, so würde bei einer „Nichtanhaltenpflicht“ an der (Sicht) Linie, an der man überhaupt erst den vorfahrtberechtigten Verkehrsraum einsehen kann, im Grunde ein Fahrverhalten vorliegen wie an einer „nur“ mit Vorfahrtgewährenzeichen ausgestatteter Situation. Damit ging der Sinn und der Vorteil des Haltens verloren, bei stillstehendem Fahrzeug die Zeit zu finden, die komplexe Situation in ihrer Gänze zu erfassen.“

In den Vereinigten Staaten hat neben dem Stoppschild ein rotes Blinklicht über der Kreuzung, das flashing red light, dieselbe (zusätzliche) Bedeutung, wie eine Ampelanlage, die außer Betrieb ist. Wenn das Stoppschild mit einem Zusatzzeichen „3-WAY“, „4-WAY“ oder „ALL WAY“ versehen ist, hat nach dem Anhalten derjenige Verkehrsteilnehmer Vorfahrt, der zuerst zum Halt gekommen ist.
Nachfolgend sind die aktuell gültigen Stoppschilder in Deutschland, Österreich und der Schweiz aufgeführt:

Zeichen 206 Halt! Vorfahrt gewähren! Das Zeichen wurde nach Einführung der StVO 1970 im Jahr 1972 in Westdeutschland verbindlich.
Bild 226 Halt – Vorfahrt gewähren. Das Zeichen wurde nach Einführung der StVO 1977 ab Mai 1979 in der DDR verbindlich.
Vorschriftszeichen 24 Halt (Österreich)
Vortrittssignal 3.01 Stop (Schweiz)

## Flughäfen

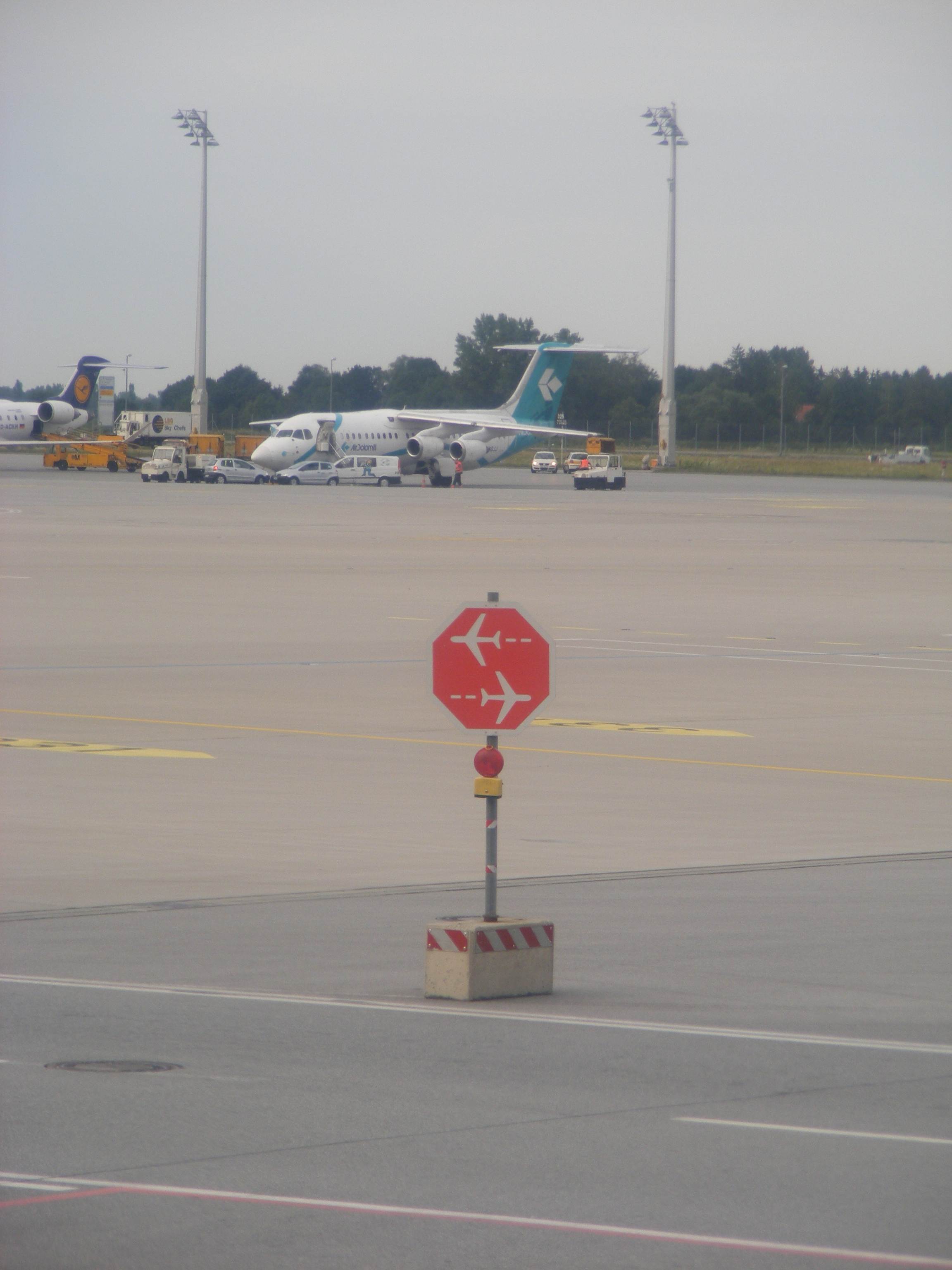
Vorschriftzeichen „Stopp bei Flugzeugrollverkehr“ (Flughafen München).

Gem. § 45 der Luftverkehrs-Zulassungs-Ordnung (LuftVZO) hat ein Flughafenunternehmen den Flughafen in betriebssicherem Zustand zu halten, ordnungsgemäß zu betreiben und eine sachkundige Person für die Leitung des Verkehrs zu bestellen. Das Betreten und Befahren der Flugbetriebsflächen wird in der Regel in einer Verkehrsordnung festgelegt.
Im nicht allgemein zugänglichen Bereich wird der Anfang einer Rollbereichsstraße, die den Rollbereich eines Luftfahrzeugs quert, durch das Vorschriftzeichen Stopp bei Flugzeugrollverkehr gekennzeichnet, bei räumlich begrenzten Verhältnissen auch durch eine versetzt gestrichelte Fahrbahnbegrenzung. Fahrzeuge am Boden müssen rollenden Flugzeugen stets Vorfahrt gewähren. Die Vorfahrt der Flugzeuge untereinander wird von den Fluglotsen geregelt.

## Unicode
Im Unicode-Standard ist das Zeichen OCTAGONAL SIGN an der Position U+1F6D1 im Unicodeblock Verkehrs- und Kartensymbole enthalten. Das Beispiel in den offiziellen Zeichentabellen enthält zwar keinen Text; dieser wird jedoch vom Standard zugelassen.